# 美国最高法院案例列表
这是由美国最高法院判决的案例列表。但本列表并非收录了所有该院的判例，完整的判例列表详见美国最高法院判例汇编案例列表。

## 按美国最高法院首席大法官任期分段的案例列表
- 马歇尔之前美国最高法院案例列表（1789年–1800年）
- 马歇尔时期美国最高法院案例列表（1800年–1835年）
- 托尼时期美国最高法院案例列表（1836年–1864年）
- 蔡斯时期美国最高法院案例列表（1864年–1873年）
- 韦特时期美国最高法院案例列表（1874年–1888年）
- 富勒时期美国最高法院案例列表（1888年–1910年）
- 怀特时期美国最高法院案例列表（1910年–1921年）
- 塔夫脱时期美国最高法院案例列表（1921年–1930年）
- 休斯时期美国最高法院案例列表（1930年–1941年）
- 斯通时期美国最高法院案例列表（1941年–1946年）
- 文森时期美国最高法院案例列表（1946年–1953年）
- 沃伦时期美国最高法院案例列表（1953年–1969年）
- 伯格时期美国最高法院案例列表（1969年–1986年）
- 伦奎斯特时期美国最高法院案例列表（1986年–2005年）
- 罗伯茨时期美国最高法院案例列表（2005年至今）

## 外部連結
维基文库中的相關文獻：Supreme Court of the United States
- Opinions of the Supreme Court of the United States （页面存档备份，存于） at supremecourt.gov
- Torrent files for all opinions, 1991-2006 （页面存档备份，存于）

|  | 本条目是法律相关列表索引。 |